# Lady Be Good (B-24)
Lady Be Good es el nombre con el que se conocía a un bombardero estadounidense B-24 tipo D, con base en el aeródromo de Benina (en Soluch, Libia), cuya tripulación se perdió por un error de navegación en el desierto de Libia y cuyos restos fueron encontrados 17 años más tarde. Al bombardero con el numeral 64 se lo bautizó con ese nombre en recuerdo de la película  protagonizada por Eleanor Powell en 1941.

## Objetivo: El puerto de Nápoles
El Lady Be Good estaba comandado por el teniente William J. Hatton. En Benina, tenían su base los B-24 Liberator del 376º grupo de bombarderos de ataque del Grupo de Bombardeo de la IX Fuerza Aérea de EE. UU.
Para el día 4 de abril de 1943 estaba planeada la "misión 109", un bombardeo del puerto de Nápoles, a 1.120 km de distancia, que sería realizada por 25 aparatos. Uno de los aviones era el Consolidated B-24 Liberator, Nº de serie 41-24301, el 64 del escuadrón 514 , con una tripulación recién llegada de los Estados Unidos.  La tripulación era bisoña y esta característica sería el factor que desencadenaría la tragedia que habría de venir.
El despegue se realizó sin novedad por el Grupo A, compuesto por 12 aparatos, pero cuando el Grupo B, con 13 aparatos iban a seguirlo, se desencadenó una tormenta de arena que sería el comienzo de la cadena de sucesos. Solo 4 aparatos, liderados por el Lady Be Good consiguieron llegar a su objetivo. Después de 5 horas de vuelo ya había anochecido y los visores de bombardeo estaban erosionados y eran inservibles, de modo que el teniente Hatton ordenó dar la vuelta siendo el Lady Be Good el último en dar retorno. 
A las 23.10, el mando de la base de Benina, sabía que 23 de los aparatos reposaban en tierra, uno había aterrizado en Malta sin combustible y solo faltaba uno, el Lady Be Good.
En el vuelo de regreso, el Lady Be Good había perdido contacto con los demás aparatos de la formación y con el control de tierra. A las 0.10 del día 5 de abril, la estación de radio-dirección de Benina, en Bengasi, oyó al teniente Hatton pedir su rumbo por falta de entrenamiento del navegante ya que no sabía donde se encontraba, . 
Desgraciadamente en 1943, las estaciones solo tenían una antena, y aunque podían proporcionar el rumbo con precisión, no podían diferenciar si el aparato se acercaba o se alejaba. Los operadores dieron por hecho que los fuertes vientos habían ralentizado el avance del Lady Be Good y le indicaron un rumbo de 330 grados. La tripulación dio por bueno el rumbo y continuaron con el opuesto de 150 grados al sudeste, es decir, directamente hacia el Sahara pensando que aún estaban sobre el mar. Esto se debe a que habían sobrepasado hacía tiempo la costa. Aparentemente sobrevoló su base sin percatarse de que pasaban sobre ella.

## Decisión fatal

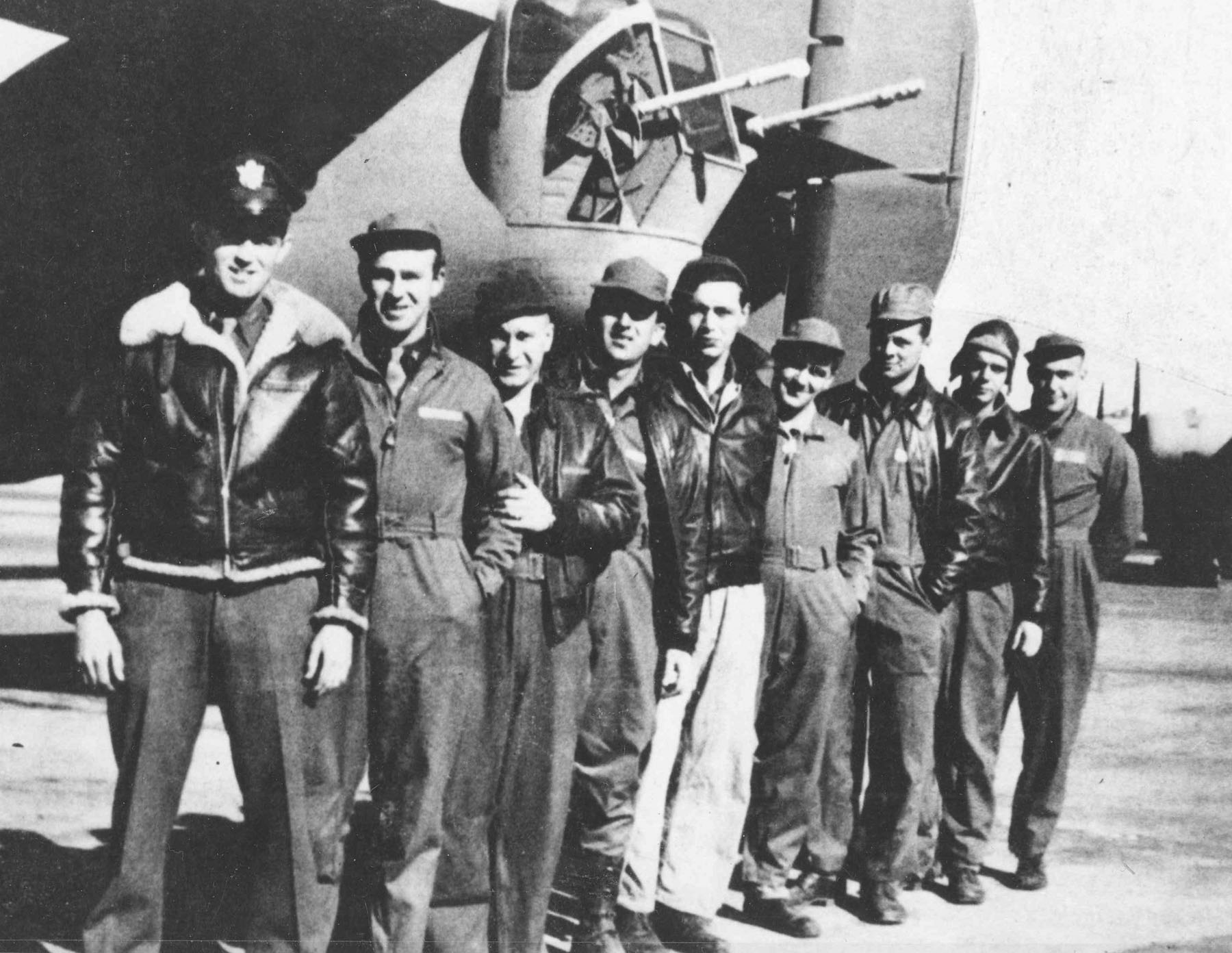
Tripulación del Lady Be Good: (Desde la izquierda). Teniente W.J. Hatton; piloto, teniente. R.F. Toner; copiloto; teniente 2° D.P. Hays, navegante; teniente 2°. J.S. Woravka, bombardero; Sargento H.J. Ripslinger, ingeniero; sargento R.E. LaMotte, radio operador; sargento G.E. Shelly, artillero; sargento V.L. Moore, artillero; y sargento S.E. Adams, artillero.

A gran altitud y por la noche el desierto puede ser confundido perfectamente con el mar. Tuvo que pasar una hora más antes de que el teniente Hatton se diese cuenta de lo que había ocurrido y para entonces ya no tenía alcance de radio y solo quedaban unos minutos de combustible. Al no querer realizar un aterrizaje de emergencia (consideraron un amerizaje), ordenó que la tripulación abandonase el aparato, casi todos saltaron juntos, menos el teniente Woravka que saltó un par de minutos más tarde. 
La tripulación pensaba al momento de arrojarse en la oscuridad que tocarían el mar, sin embargo para su sorpresa aterrizaron en suelo firme.
Al amanecer, los ocho tripulantes supervivientes, fueron a la búsqueda del único miembro de la tripulación que faltaba, el teniente segundo John S. Woravka, que no fue hallado en los alrededores, para entonces este estaba fallecido y su cuerpo estaba a 9 km del lugar de reunión.
El avión continuó planeando por algunos minutos desde el punto del salto en vuelo planeado y aparentemente tocó tierra a baja velocidad y energía a 27 km del lugar de reunión,  se partió en dos sin desintegrarse sus partes, quedando a 27 km de distancia del punto de reunión de los sobrevivientes, en la posición aproximada de 26°42′44″N 24°01′20″E / 26.71222, 24.02222. 
Por otro lado, encontraron las rodadas de cinco vehículos que parecían dirigirse a Bengasi y decidieron seguirlas, solo con una botella de agua para cada hombre. El teniente Toner anotó en su diario: "Domingo 5. Comenzamos a andar hacia el noroeste. Aun sin John. Solo unas pocas raciones, media cantimplora de agua y una cucharada llena al día. Hace mucho calor. Algo de brisa del noroeste. Noche muy fría, no dormí. Descansamos y caminamos". Ripslinger escribió: "Todos menos Woravka al amanecer. Solo medios sandwich, un caramelo y media taza de agua en las últimas 36 horas".

## Los diarios

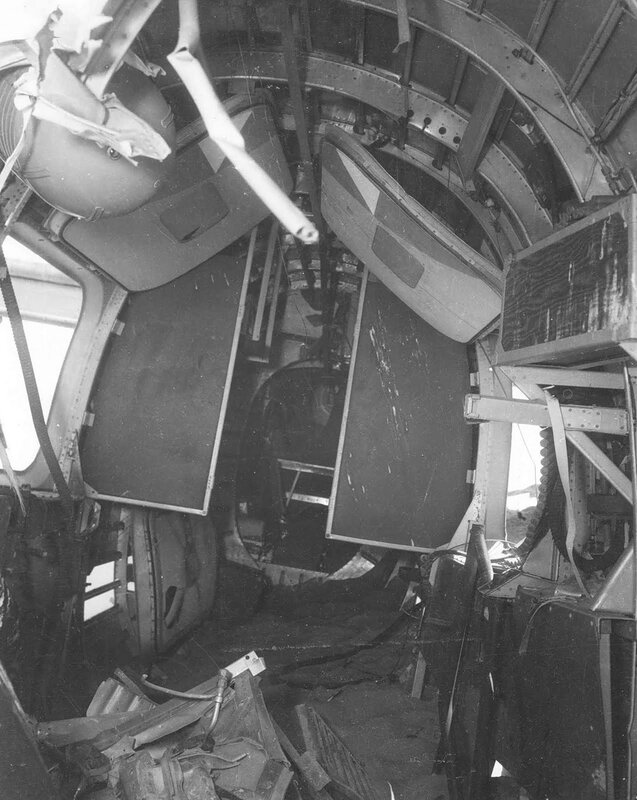
Interior del Lady Be Good en 1960

Abandonaron los chalecos salvavidas y mientras avanzaban, cada 15 km, construían flechas con los restos de los paracaídas. En la tarde del día 6, encontraron más huellas de vehículos y ante la duda, el teniente Hayes y el sargento Adams las siguieron, habiendo dejado una marca en el lugar de separación de los dos grupos. Temiendo perderse, ambos aviadores decidieron volver con el grupo. Después de dos días, Toner anotó: "Misma rutina. Nos estamos debilitando y no iremos mucho más lejos. Rezamos. Otra vez la tarde es un infierno de calor. No puedo dormir". Alternaron la marcha con el descanso, sedientos y soportando los abrasadores días y las frías noches del desierto libio. Ripslinger escribió: "Viernes 9 de abril. Ya es el quinto día y todos pensamos que todo ha terminado. A mediodía hacia tanto calor que todos deseábamos dormir. La mañana y la noche O.K.".

## Final

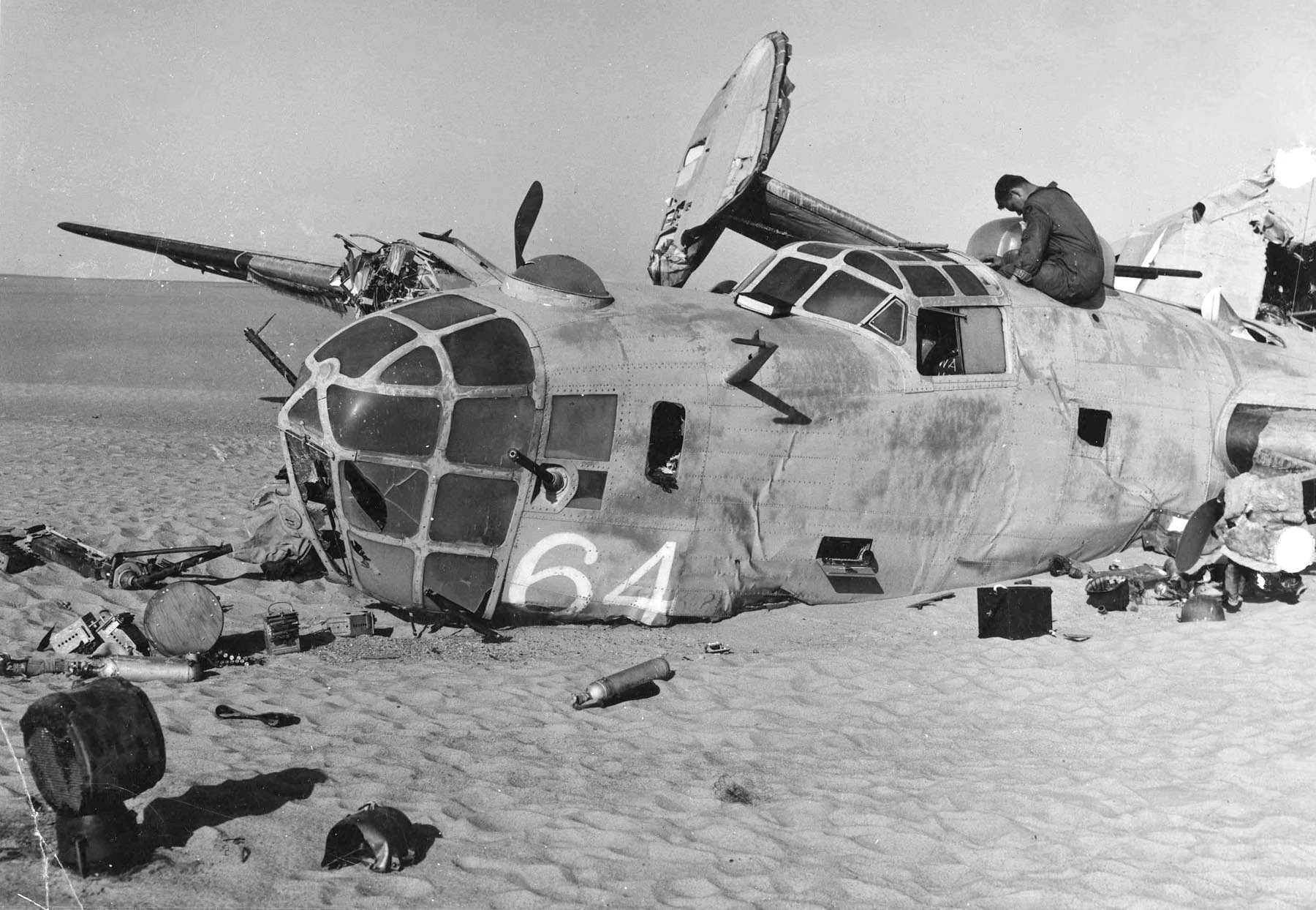
Restos del Lady Be Good en 1960.

Tras haber cubierto 105 km desde el lugar del salto, los tenientes Hatton, Toner y Hayes y los sargentos Adams y LaMotte, este último ya ciego, no pudieron más. Tres de los ocho (Shelley, Ripslinger y Vernon Moore), se pusieron en camino para intentar encontrar ayuda mientras el resto esperarían atrás, sin sospechar que se encontraban a más de 400 km tierra adentro. 
Toner escribiría: "Domingo 11. Aun esperamos ayuda, aun rezamos. Los ojos mal, perdido todo el peso...todo me duele...Podríamos hacerlo si tuviéramos agua; solo queda para mojar la lengua. Tenemos esperanzas de ayuda muy pronto. No descansamos. Aún el mismo sitio. Lunes 12. Aún no llega el auxilio. Muy -ilegible-fría noche". Aquí acaba el diario. 
Treinta km al norte, entre las dunas del mar de dunas de Calasancio, perecieron Moore y Ripslinger, que terminó su diario el día 11: "Aun peleamos por salir del mar de dunas y encontrar agua". El sargento Guy Shelley, de 26 años, anduvo tres días más, solo y sin nada de agua y cubrió más de 140 km, hasta que no pudo más.

## Intento de rescate
A 440 km de allí, se organizó una operación de rescate, que solo cubrió el mar Mediterráneo en el Golfo de Sirte. En abril de 1944 con Sicilia y el sur de Italia en manos aliadas, al no hallar restos de un posible derribo, constataron como "presumiblemente muertos".
En 1946 y 1948 el registro de Tumbas del Ejército estadounidense, tras examinar documentos alemanes e italianos capturados y certificar que los tripulantes no habían sido hechos prisioneros, los declaró muertos en combate, probablemente al caer al Mediterráneo y se escribieron sus nombres en la Tumba Memorial del cementerio de guerra de EE. UU. en Cartago, Túnez.

## Descubrimiento de los restos

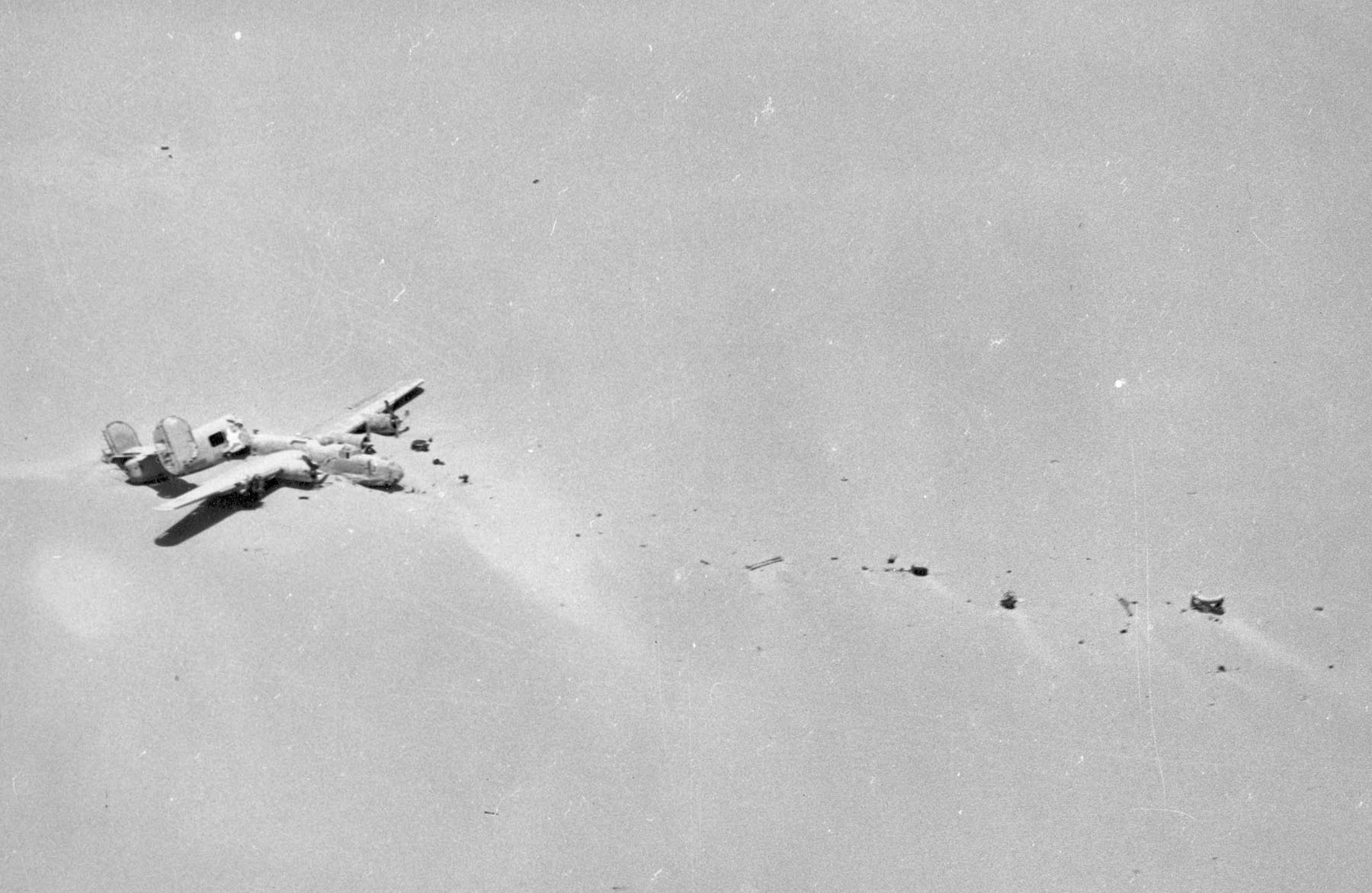
Fotografía tomada al momento de ser descubierto los restos en 1959.

Al terminar la contienda y entregar a Libia las antiguas colonias italianas de Cirenaica y Tripolitania, el desierto libio fue escenario de multitud de prospecciones petrolíferas. 
Se enviaban multitud de observadores para hallar yacimientos. El 9 de noviembre de 1958, una avioneta privada que realizaba estas labores para la “Silver City Airways”, comunicó que había avistado un avión pintado de rosa con divisas de la USAAF, mucho más al sur de donde se combatió durante la contienda, cerca de la posición 27.1ºN 23.7ºE, a más de 710 km al sudoeste de Soluch; pero fue ignorado. 
En febrero, se volvió a sobrevolar los restos y su posición se fijó en las coordenadas 26°42′45.7″N 24°01′27″E / 26.712694, 24.02417 a 710 km al suroeste de Soluch. 
En mayo de 1959 una partida topográfica de D`Arcy Prospections dio con los restos del avión, en el que no había rastro ni de los tripulantes ni de los paracaídas. 
A pesar del tiempo y de los efectos del impacto, los restos del avión estaban en excelentes condiciones de conservación, sus armas aún funcionaban, había agua, termos con té, registros de navegación y la radio aún operaba. Bowerman, un geólogo, hizo llegar el informe a la USAF y el mando americano confirmó que el avión serie 24301, con matricula R-1830-43 y el numeral 64 había pertenecido al grupo 514 de bombarderos con asiento en Libia y que se le había dado por desaparecido en acción.

## Localización de los cuerpos
La noticia llegó a la base de Wheelus, que a su vez la transmitió a la base de Wiesbaden, en Alemania. En Washington se hizo eco de la noticia, y se localizaron a las viudas de Hatton y Adams, que se habían vuelto a casar y al hijo de Adams, que con 16 años nunca conoció a su padre. Desde Wheelus fueron enviados aviones para identificar los restos aparecidos en los archivos. 
Todo estaba intacto. Las ametralladoras funcionaban aún, la radio podía recibir señal, había ceniza en un cenicero y aún quedaba café en el termo de Ripslinger. A 10 km del Lady Be Good se encontraron cerca las huellas de aquellos cinco vehículos, las flechas fabricadas con la tela de los paracaídas, unas botas y unos flotadores. 
Tras peinar un área de 6000 km² empleando exploradores, vehículos, helicópteros y fotografías aéreas, el Ejército estadounidense se dio por vencido. 
Pero el 11 de febrero de 1960 un equipo de la compañía The British Petroleum Company, encontró a 90 km de los restos del avión, cinco cadáveres agrupados en un pequeño campamento, que posteriormente fueron identificados como los tripulantes Hatton, Toner, Hayes, Adams y La Motte. Junto a ellos, había gafas, guantes, botellas, un mapa de seda y el diario de Toner. Otra operación organizada basada en los datos del diario, también resultó fallida. Otro equipo de prospección petrolífera, encontró a 30 km al noroeste del primer grupo, otro cadáver, el de Ripslinger. Y 15 km más en línea recta al noroeste otro cadáver, el de Shelley.
El operador de radio Moore oficialmente nunca fue encontrado. Sin embargo en 1953, siete años antes de encontrar los otros cuerpos, un esqueleto fue encontrado, fotografiado y enterrado en el Mar de dunas de arena de Calanscio por un militar británico, Peter Cowley. Este esqueleto ha sido atribuido hoy en día a Vernon L. Moore, supuestamente el último tripulante en morir y el que más lejos llegó.
Los últimos restos hallados fueron los de Woravka con la botella de agua casi llena después de 17 años y el arnés del paracaídas aún colocado. El paracaídas no se abrió adecuadamente y Woravka falleció por el impacto contra el suelo. El Lady Be Good voló sin tripulación hasta que se terminó el combustible y planeó suavemente hasta aterrizar en un sorprendente buen estado a 27 km de distancia.
Las pruebas encontradas indicaban que los tripulantes habían saltado en paracaídas presumiendo estar sobre el mar; además, los registros en el diario de Hays, el navegante de a bordo, finalizaban en Nápoles, lo que indicaba que Hays podría haber estado incapacitado por algún trastorno ocasionado por la altura.

## Retrospectiva
Al momento del accidente, las posibilidades de ser rescatados y posibilidades de sobrevivencia eran prácticamente nulas, en medio del desierto libio, la radio del avión estaba fuera de la zona de contacto, no era zona de rutas aéreas (menos en tiempo de guerra), la costa estaba a 590 km al noroeste y a 595 km al norte, el oasis más cercano (Byzyma) estaba a 280 km al sudoeste. Con un radio de entre 90 a 115 km de marcha de sobrevida, no era posible llegar a ninguna parte que no fuera desierto.
Por la trayectoria que realizaron los sobrevivientes en línea recta al noroeste, indica que poseían una brújula. Shelley y probablemente Vernon L. Moore llegaron a estar a 400 km del Golfo de Sirte.

## El Lady Be Good (64) hoy en día
Los restos del B-24 Liberator, Lady Be Good fueron transportados en 1994 hasta Tobruk, y colocados en un patio de la base de Abdelnasser Airforce en las afueras de Tobruk.  Los restos fueron transportados por el gobierno libio representado por el Dr. Fadel Ali Mohamed en vista de que desde su descubrimiento ya se le habían extraído numerosas piezas.  Los restos permanecen en la base en un estado bastante más deplorable que cuando estaba en las arenas del desierto.

## Tripulación
- Piloto: Teniente William Joseph Hatton, nacido en Nueva Jersey en 1917.(†26 años)
- Copiloto: Teniente Segundo Robert F. Toner, nacido en Rhode Island, 1916. (†27 años)
- Navegante: Teniente Segundo DP. Hays, nacido en Misuri, 1919. (†24 años)
- Visor de Bombardeo: Teniente Segundo John Stanley Woravka, nacido en Ohio, 1916. (†27 años)
- Ingeniero de vuelo: Sargento Harold J. Kipslinger (sin información)
- Operador de radio: Sargento Robert E. LaMotte, nacido en 1918. (†25 años)
- Artillero: Sargento Samuel Ellis Adams, nacido en Kentucky, 1919.(†24 años)
- Artillero: Sargento Vernon L. Moore, nacido en Ohio, 1921. (†22 años)
- Artillero: Sargento Guy E. Shelley, nacido en Ohio, 1916. (†27 años)